# دیوید کلهون
دیوید کلهون (انگلیسی: Dave Calhoun؛ زادهٔ ۱۸ آوریل ۱۹۵۷) کارآفرین و مدیر اجرایی اهل ایالات متحده آمریکا است، که هم‌اکنون به‌عنوان مدیرعامل شرکت بوئینگ فعالیت می‌کند. وی سابقه عضویت در هیئت مدیره شرکت‌های جنرال الکتریک، کاترپیلار، مدترونیک، بلک‌استون و نیلسن هلدینگ را در کارنامه شغلی خود دارا می‌باشد.